# Litisha
Litisha ist ein Verwaltungsbezirk (Ward) des Distrikts Songea in der tansanischen Region Ruvuma.

## Geografie
Litisha liegt im Südwesten von Tansania etwa 30 Kilometer Luftlinie westlich der Regionshauptstadt Songea. Der Bezirk grenzt im Norden an Kilagano, im Nordwesten an Maposeni, im Osten an Peramiho, im Südosten an Lilambo, im Süden an Mbinga Mhalule und im an Liganga. Bei der Volkszählung 2022 lebten 10.867 Menschen in 2862 Haushalten auf einer Fläche von 205 Quadratkilometern.

## Gliederung
Der Bezirk besteht aus vier Gemeinden (Mtaa) mit 32 Orten (Kitongoji):
| Nakahuga - Dodoma - Misufini - Mkwera - Kidodi - Muhingiwa - Majengo - Mabatini - Mgowa - Mngongoma - Nakandutu | Morogoro - Mbulani - Butiama A - Butiama B - Mkongeni - Morogoro Kati - Chemchem - Mjimwema - Mbwewike - Amka Twende - Lukangago - Lundusi | Magima - Pemba - Kaloleni - Lusewa - Mbwewike - Amka Twende | Litisha - Magima Kanisani - Magima Mahala - Chemchem - Msufini - Lunyanya - Mngongoma |

## Wirtschaft und Infrastruktur
- Bildung: Im Bezirk gibt es eine weiterführende Schule. Die Nalima Secondary School ist eine staatliche koedukative Schule mit einer Ausbildung bis zur 4. Stufe.[7]
- Gesundheit: In den Gemeinden Litisha[8] und Nakahuga[9] gibt es je eine staatliche Apotheke, in Morogoro wird eine Apotheke von der katholischen Kirche betrieben.[10]